# Путилов, Артемон Васильевич
Артемон Васильевич Путилов (5 апреля 1759 — 10 сентября 1804) — русский военный деятель, генерал-лейтенант (1800).

## Биография
Родился 5 апреля 1759 года. Из дворянского рода Путиловых. Владел поместьем в Новгородской губернии. 30 апреля 1771 года (в 12 лет) был записан на военную службу. Когда фактически приступил к несению военной службы — неизвестно, но первый офицерский чин прапорщика получил 1 января 1785 года (14 лет спустя).
В 1788 году в чине подпоручика участвовал в боевых действиях Русско-шведской войны 1788—1790 годов. В 1795 году был произведён в капитаны.
Служил в Лейб-гвардии Семёновском полку (вполне вероятно, что в этом же полку проходила и вся его предшествующая служба). Кроме того, являлся адъютантом великого князя Александра Павловича (будущего императора Александра I).
В период правления Екатерины Великой Путилов вёл длительную тяжбу с казной, поводом для которой являлось поместье, которое  государство отторгло у него, как казённую собственность, потому что Путилов не имел на эти земли формальных прав, или не мог, за утратою бумаг, подтвердить их.
Павел I, вообще любивший вознаграждать лиц, объявлявших себя жертвами «произвола» императрицы Екатерины, взойдя на престол, приблизил к себе Путилова. Павел вмешался лично в судебный процесс, оправдал Путилова и вернул ему имение «по праву закона». Более того, 300 государственных крестьян, которые ранее были переведены из других мест и поселены на спорных землях, Павел также пожаловал Путилову «за понесенные убытки».
На этом Павел не остановился, и 19 февраля 1797 года пожаловал Путилову ещё одно имение — в Калужской губернии. 10 апреля 1797 года Путилов был произведён из капитанов сразу в полковники, ровно через год — в генерал-майоры, а ещё через год (16 февраля 1800 года) — в генерал-лейтенанты с назначением членом Военной коллегии.
Никакие заслуги Путилова в годы павловского царствования неизвестны. После убийства императора Павла, он старался быть возможно более незаметным.
Путилов скончался 10 сентября 1804 года и был похоронен в Санкт-Петербурге на Волковском кладбище.